# EMTO
EMTO法（Exact Muffin-Tin Orbital）は、O. K. Andersen等によって開発されたバンド計算手法。

## 概要
EMTOはScreened-KKR法をより発展させた手法であり、精度の高い計算が可能となっている。EMTO法の元であるLMTO法は、原子球近似(ASA)と併用して用いられることが多い。ただこの場合、稠密な系にしか適用できず、精度的にも十分でない問題があった。原子球近似ではマフィンティンポテンシャルの重なりが存在するが、それを保ったまま一電子状態を厳密に計算するものがEMTO法である。これにより原子球近似より精度の高い計算が可能となる。